# Mesoleptus jucundus
Mesoleptus jucundus là một loài tò vò trong họ Ichneumonidae.